# Polskie Towarzystwo Akustyczne
Polskie Towarzystwo Akustyczne – stowarzyszenie osób i instytucji zajmujących się akustyką powołane w 1963 roku z siedzibą w Poznaniu.
PTA powstało w celu rozwijania akustyki i jej dziedzin pokrewnych, oraz popularyzacji akustyki. Stowarzyszenie organizuje zjazdy, seminaria i konferencje naukowe.  Wśród inicjatorów powstania stowarzyszenia był prof. Marek Kwiek. Stowarzyszenie przyznaje tytuł Członka Honorowego ludziom szczególnie zasłużonym dla akustyki.  Towarzystwo od 1976 roku wydaje anglojęzyczne czasopismo naukowe "Archives of Acoustic".

## Oddziały stowarzyszenia
- Gdańsk
- Gliwice
- Kraków
- Poznań
- Rzeszów
- Wrocław
- Warszawa[6]

## Obecne Prezydium Zarządu Głównego
Przewodniczący: prof. dr hab. inż. Jerzy Wiciak (Akademia Górniczo Hutnicza im. Stanisława Staszica w Krakowie)
Z-ca Przewodniczącego: prof. dr hab. Marzena Dzida ( Uniwersytet Śląski w Katowicach)
Skarbnik: dr inż. Cezary Kasprzak (Akademia Górniczo-Hutnicza im. Stanisława Staszica w Krakowie)
Sekretarz: mgr inż. Jerzy Maciejczyk

## Byli przewodniczący Zarządu Głównego
- Andrzej Dobrucki (2014-)
- Grażyna Grelowska (2011-2014)
- Eugeniusz Kozaczka (2002-2011)
- Jerzy Ranachowski (1996-2002)
- Antoni Śliwiński (1987-1996)
- Zenon Jagodziński (1981-1984)
- Halina Ryffert (1965-1981)
- Edmund Karaśkiewicz (1963-1965)[4]

## Członkowie honorowi
- Gustaw Budzyński
- Wojciech Majewski
- Andrzej Rakowski